# Batgirl

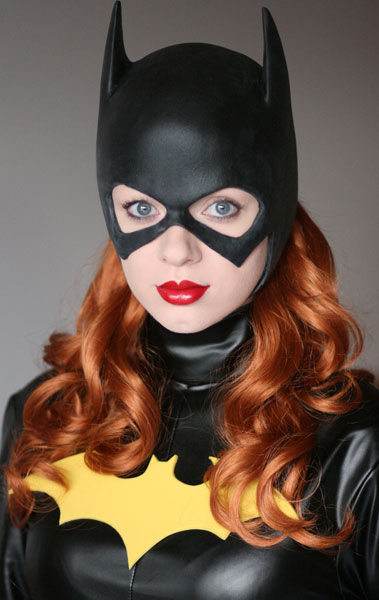
Cosplay Batgirl (Barbara Gordon)

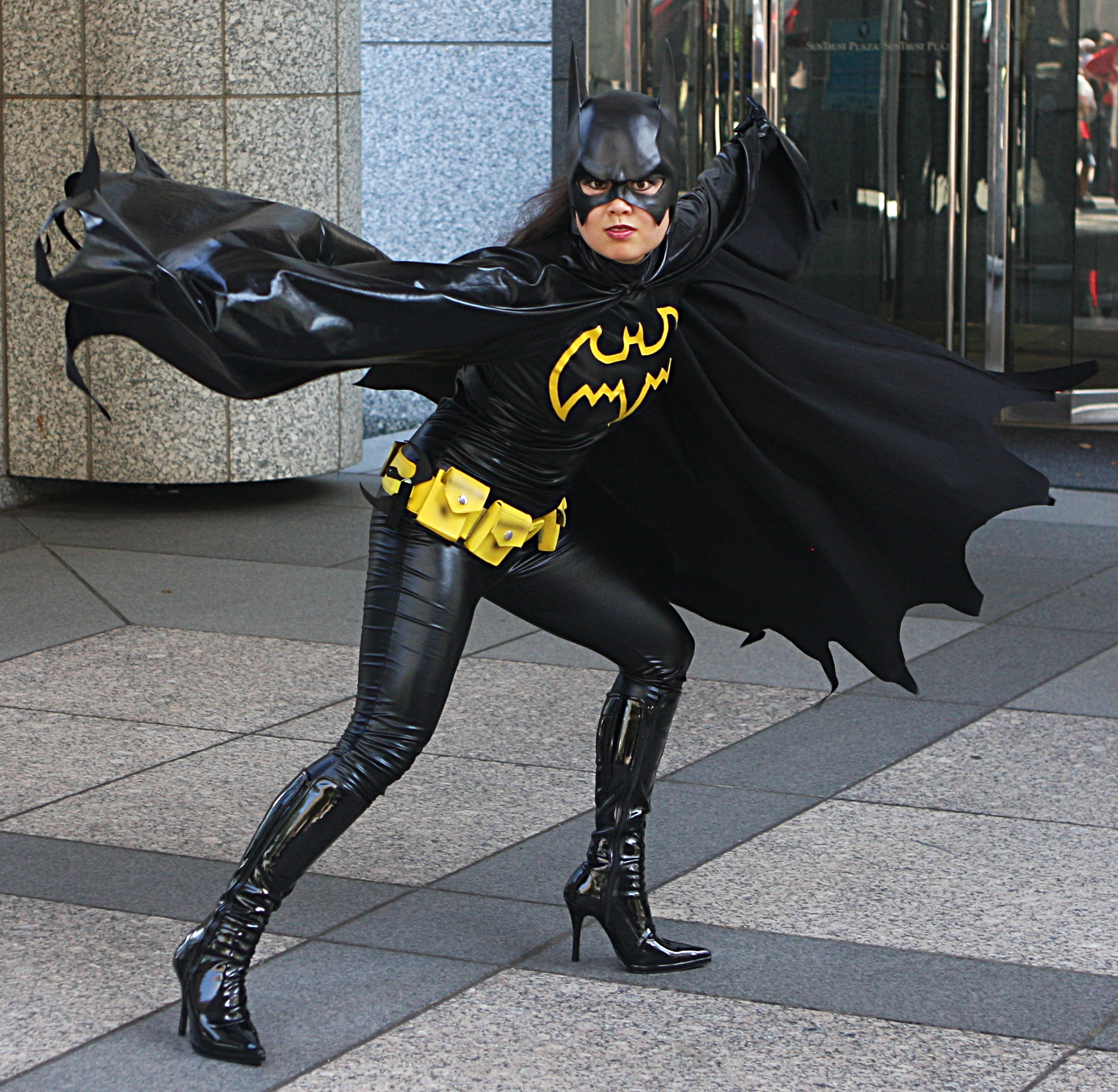
Cosplay mit Batgirl-Kostüm (2009)

Batgirl (dt. Fledermausmädchen) ist eine fiktive Figur im DC-Universum des US-amerikanischen Unterhaltungskonzerns WarnerMedia. Als Protagonistin von Comic-Publikationen, Fernsehserien und Filmen zählt Batgirl zu den bekanntesten weiblichen Interpretationen des Figurentypus des sogenannten „Superhelden“.
Erstmals vorgestellt wurde Batgirl 1961 in dem Comicheft Batman #139 (Autor: Bob Kane; Zeichner: Sheldon Moldoff). Seither wird die Figur in erster Linie in Geschichten weiterentwickelt, die der Verlag DC-Comics, Tochter von Warner, herausgibt. Zudem wird das Konzept in Fernsehserien, Filmen und Computerspielen sowie in unzähligen Merchandisingprodukten (Actionfiguren, Poster, T-Shirt-Aufdrucke, Statuetten etc.) vermarktet.

## Veröffentlichungsdaten
Nachdem Batgirl lange Zeit nur als Nebenfigur oder „Co-Star“ innerhalb von Batman-Geschichten verwendet worden war, begann DC-Comics in den 1970er Jahren damit, die Figur in den Mittelpunkt verschiedener, kürzerer Solo-Abenteuer zu stellen, die in Serien wie Detective Comics, Batman und Batman Family veröffentlicht wurden. Nachdem Mitte der 1980er erstmals ein eigenes Batgirl Special erschienen war, wurde die Figur verstärkt als eigenständige Publikation auf den Markt gebracht: In den 1990er Jahren folgte ein weiterer One-Shot unter dem Titel Batgirl, bevor von 2000 bis 2005 erstmals eine eigene, fortlaufende Batgirl-Serie auf den Markt kam.

## Versionen der Figur

### Batgirl I
Das erste Batgirl war Bette (damals noch Betty) Kane, die Nichte der ersten Batwoman. Ihren ersten Auftritt hatte Betty 1961 in Batman #139.
Ihr Doppelleben wurde während des Geschichtenzyklus Crisis on Infinite Earths ausgelöscht. Nach diesem Ereignis tritt sie als professionelle Tennisspielerin auf, ist aber nach wie vor verrückt nach Dick Grayson. Sie hat mittlerweile die Identität der Heldin Flamebird angenommen.

### Batgirl II

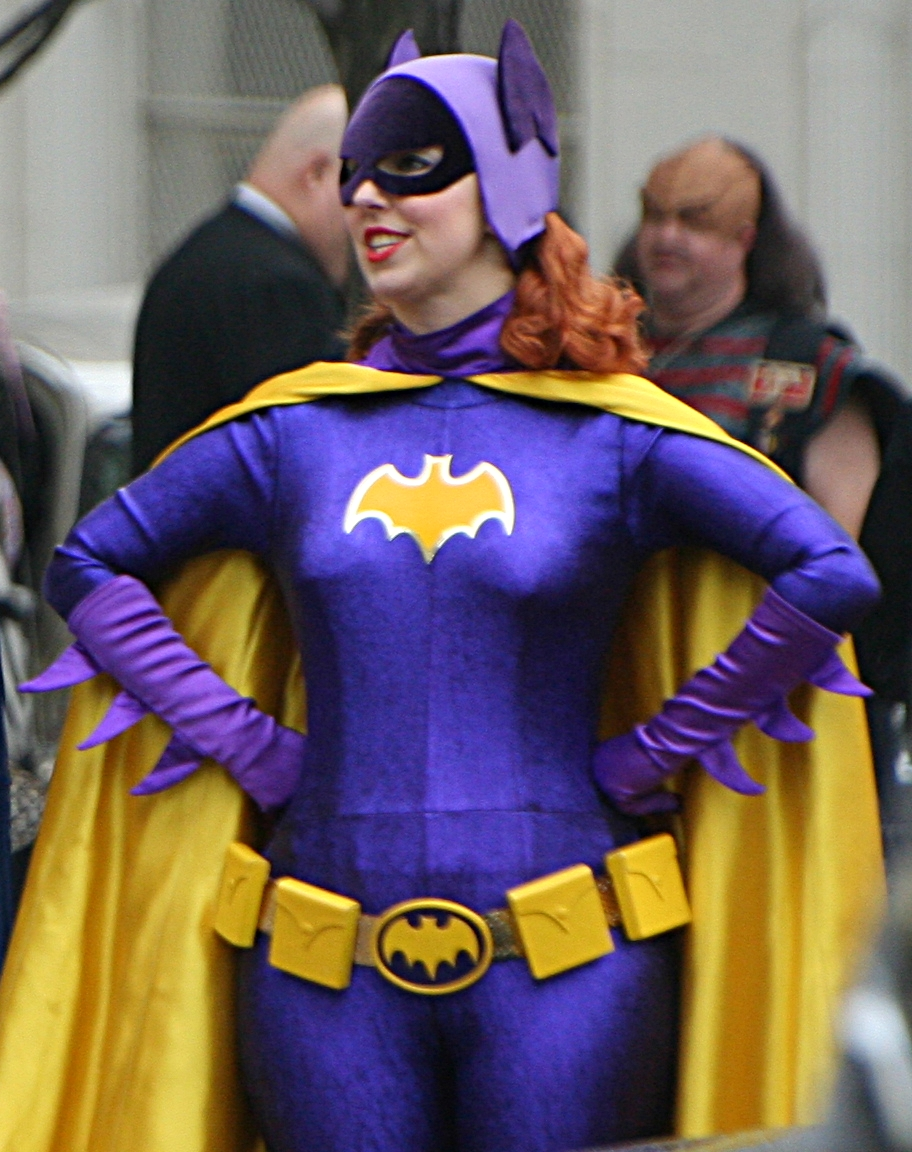
Erste Version des Batgirl-Kostüms von Barbara Gordon

Das zweite und wohl bekannteste Batgirl ist Barbara Gordon, die Tochter des Polizeichefs von Gotham City, Commissioner Gordon. Ihren ersten Auftritt als Batgirl hatte sie im Januar 1967 in US-Detective Comics #359. In der von Gardner Fox geschriebenen Geschichte wurde sie von Carmine Infantino gezeichnet.
Sie wurde in den 1960ern in das Bat-Universum eingeführt, nachdem sie in der Fernsehserie sehr beliebt war. Wie Batman auch ist sie „nur“ ein Mensch und kann sich ausschließlich auf ihr Können und verschiedene Ausrüstungsgegenstände verlassen. Gordon schloss ihr Studium der Bibliotheks- und Informationswissenschaft an der Gotham State University mit Auszeichnung ab und übernahm dann eine leitende Position in der Gotham Public Library. Sie machte eine der größten Veränderungen im DC-Universum durch, als sie vom geisteskranken Schurken Joker in Alan Moores Comic The Killing Joke (März 1988) niedergeschossen wurde und seitdem im Rollstuhl sitzt. So war es ihr unmöglich, ihre Identität als Batgirl weiterzuführen. Sie zog sich aus der aktiven Heldentätigkeiten zurück. Durch diese Veränderung wurden allerdings die Geschichten der Bat-Helden modernisiert, da sie seit 1989 als Orakel die Helden durch Informationsbeschaffung per Computer unterstützt. Ihren ersten Auftritt als Orakel hatte Barbara Gordon 1989 in US-Suicide Squad #23. Als Orakel wurde sie zu einer der wichtigeren Figuren im Batman-Universum.
Ab dem zwischenzeitlichen Neustart des DC-Universums (The New 52, 2011) wurde sie wieder gesund und damit wieder zu Batgirl. Das blieb auch mit dem DC Rebirth (2016) so erhalten. Nach dem Selbstmord ihres psychopathischen Bruders James Gordon junior überdenkt Barbara ihre Rolle als Batgirl, wird zu Orakel und unterstützt die Batman-Familie hinter dem Computerbildschirm weiterhin, mit der Option, gelegentlich in die Rolle als Batgirl zurückkehren zu können. Vor allem übernimmt sie die Rolle der Mentorin für Cassandra Cain und Stephanie Brown, die sich nun den Titel des Batgirls teilen.

### Batgirl III
Das dritte Batgirl war Cassandra Cain. Cassandra hatte ihren ersten Auftritt 1999 in Batman #567. Ihren ersten Auftritt als Batgirl hatte sie im selben Jahr in Batman: Legends of the Dark Knight (deutsch etwa: Batman: Legenden des dunklen Ritters) #120. Geschaffen wurde sie von Kelley Puckett und Damion Scott.
Cassandra wurde seit ihrer Geburt von ihrem Vater, dem Killer David Cain, zur perfekten Mörderin und Kämpferin ausgebildet und lernte so die Körpersprache fließend zu lesen. Im Gegenzug dafür fällt ihr Sprechen und Lesen äußerst schwer, da sie es neben ihrem Kampftraining nicht richtig gelernt hat. Nach ihrem ersten Auftragsmord lief sie von zu Hause fort, kam beim „Bat-Clan“ unter und wurde später von Bruce Wayne adoptiert. Mittlerweile hat sie sprechen gelernt, was allerdings ihre enormen Kampfkünste „verunreinigt“ hat, so dass sie langsamer und schwächer wurde. Ihre Mutter, die Killerin Lady Shiva, nahm sich ihrer an und wollte ihr wieder zu alter Stärke und Schnelligkeit verhelfen, allerdings nur unter der Bedingung, dass sie – sobald Batgirl wieder in alter Verfassung ist – einen Kampf auf Leben und Tod austragen. Als aktuelles Batgirl zog sie durch die Straßen von Gotham City bis zu Bruce Waynes vermeintlichem Tod. Nach Batmans Rückkehr nahm sie die Identität von Black Bat an und kämpfte in Hongkong gegen das Verbrechen.
Kurz vor dem Rebirth des DC-Universums tauchte Cassandra in der Comic Serie Batman und Robin Eternal mit einer leicht abgeänderten Vorgeschichte auf. Hier ist sie auch die Mörderin der Mutter von Harper Row, einer Verbündeten Batmans. Sie nennt sich eine Zeitlang Orphan, wurde ein Teil sowohl der Batman-Familie als auch der Outsiders. Später gibt sie den Namen Orphan auf und teilt sich nun den Namen Batgirl mit ihrer Freundin Stephanie Brown.

### Batgirl IV
Nachdem Bruce Wayne angeblich verstorben war, nahm Stephanie Brown sich gegen die Proteste von Barbara Gordon das Kostüm. Bei einem anschließenden Kampf gegen Drogendealer schaffte es Stephanie, den Superverbrecher Scarecrow zu besiegen, was schließlich Barbaras Zweifel beseitigte. Sie war bis zum Reboot von 2011 als Batgirl tätig. Stephanie taucht wieder kurz nach vor dem Rebirth in der Serie Batman Eternal auf und versuchte, die Machenschaften ihres Vaters zu sabotieren. Sie hatte danach mehrere Auftritte in Batman-Comics, wo sie die Freundin von Tim Drake alias Red Robin wurde. Schließlich teilte sie sich mit ihrer Freundin Cassandra Cain den Titel Batgirl.

## In anderen Medien
Von 1967 bis 1968 trat Batgirl in den 26 Episoden der dritten Staffel von Batman an der Seite von Adam West auf. Hier wurde sie von Yvonne Craig gespielt, welche die Rolle zuvor auch im unveröffentlichten Kurzfilm Batgirl von 1967 verkörpert hatte, der erst 2015 herausgegeben wurde.
Auf der Leinwand wurde Batgirl 1997 im Film Batman & Robin von Alicia Silverstone verkörpert. Abweichend vom Comic wird sie hier aber nicht als Tochter von Polizeichef Gordon, sondern als Nichte von Bruce Waynes Butler Alfred geschildert.
2019 war die junge Barbara Lee Gordon in der fünften Staffel der Krimiserie Gotham zu sehen. Diese kommt zur Welt, als sich ihre Mutter Barbara Kean zusammen mit Dr. Lee Thompkins auf der Flucht vor Bane befindet. Nur durch die Hilfe des Riddlers und des Pinguins kann Bane lange genug aufgehalten werden, um die Geburt zu ermöglichen. Sie wird nach ihrer Mutter und Lee Thompkins benannt. Im Serienfinale, welches 10 Jahre in der Zukunft spielt, wird Barbara Lee von Jeté Laurence gespielt. Sie wird von Jeremiah Valeska entführt, der ihren Vater James Gordon dadurch in eine Falle locken will. Nur durch das Eingreifen Batmans können Vater und Tochter vor dem Erzgegner gerettet werden.
2022 sollte der Film Batgirl auf dem Streamingdienst HBO Max mit Leslie Grace als Barbara Gordon erscheinen. J. K. Simmons spielte wie schon in Justice League die Rolle des James Gordon, und Brandan Fraser verkörperte den Bösewicht Firefly. Michael Keaton kehrte nach The Flash ein weiteres Mal als Batman zurück. Anfang August 2022 wurde bekannt, dass der Film nicht veröffentlicht werde, aus bisher unbekannten Gründen.

## Nebenfiguren

### David Cain
David Cain ist ein Berufskiller und der Vater von Cassandra Cain, dem dritten Batgirl. Er taucht erstmals in dem Comicheft Batman #567 vom Juli 1999 auf (Autor: K.Puckett, Zeichner: D. Scott).
In den Batman-Comics gilt Cain als einer der besten Attentäter der Welt, der sich auf jede Art des Tötens versteht. Obwohl er als Auftragsmörder ohne jeden Skrupel agiert, ist Cain eine durchaus ambivalente Gestalt: In seiner Debütgeschichte erfährt man, dass er den jungen Bruce Wayne in verschiedenen Kampfsportarten trainierte und ihm so die Fähigkeiten vermittelte, die es ihm ermöglichen, als erwachsener Mann zu Batman zu werden. Spätere Geschichten schildern, wie Cain von dem Meisterkriminellen Ra’s al Ghul beauftragt wurde, ihm einen „perfekten Kämpfer“ zu erschaffen, der als Leibwächter al Ghuls fungieren sollte. Mehrere Versuche Cains, dies zu erreichen, indem er Jugendliche von ihrer Kindheit auf diese Aufgabe vorbereitet, scheitern – die Kinder werden wahnsinnig (wie der Mad Dog) oder sterben. Cains Versuche sind schließlich erfolgreich, als er mit der Attentäterin Shiva Woosan eine Tochter zeugt, Cassandra Cain, die er zur perfekten Attentäterin ausbildet. Nachdem sie erstmals einen Mann getötet hat, läuft das Mädchen dem Vater jedoch davon.
Nachdem ein Attentat, das Cain im Auftrag des irren Two-Face auf Gothams Polizeichef Gordon verübt, von Batman mit Hilfe von Cassandra verhindert worden ist, nimmt Barbara Gordon (das ehemalige zweite Batgirl) Cassandra unter ihre Fittiche und macht sie zum dritten Batgirl, als das sie sich dem Team Batman anschließt.
Cain, der durch den Verlust des einzigen Menschen, der ihm etwas bedeutet, verbittert geworden ist, versucht sich später an Batman für den Verlust seiner Tochter zu rächen: Batmans Geheimidentität als Bruce Wayne, die er erkannt hat, behält er zwar aufgrund seines undurchsichtigen Ehrenkodexes für sich, dafür ermordet er aber die Radiomoderatorin Vesper Fairchild und lässt den Mord so aussehen, als wäre er von Wayne begangen worden (Bruce Wayne Fugative-Storyline). Später gelangt Cain zu der Meinung, dass Wayne würdig sei, für seine Tochter zu sorgen, stellt sich freiwillig den Behörden und gesteht seine Tat. Der Versuch Lex Luthors, der in den Mord verwickelt war, Cain als unliebsamen Mitwisser durch einen anderen Attentäter, Deadshot, beseitigen zu lassen, schlägt fehl. Zuletzt wird Cain – der wiederholt beweist, dass er aus dem Blackgate-Gefängnis, in dem man ihn inhaftiert, nach Wunsch ein und ausgehen kann – von Batmans Juniorpartner Robin an die Liga der Killer ausgeliefert.

### Lady Shiva
Lady Shiva, alias Sandra Woosan (auch: Wu-San) ist die Mutter von Cassandra Cain (Batgirl III) und eine wiederkehrende Widersacherin und Verbündete Batmans und Batgirls. Sie wurde erstmals in dem Comicheft Richard Dragon. Master of the Kung Fu #5 vom Dezember 1975 vorgestellt (Autor: D. O Neil; Zeichner: R. Estrada). Dort erscheint sie als amerikanische Söldnerin und Martial-Arts-Spezialistin von unklarer asiatischer Abstammung.
Im Laufe der Richard Dragon-Serie wird Shivas Hintergrund-Geschichte weiter entwickelt. Demnach verbrachte sie ihre Jugend in Detroit. Eine erfolgreiche Karriere als Kampfsportlerin gibt Woosan (die nun beginnt, sich Lady Shiva oder kurz Shiva zu nennen, angelehnt an den gleichnamigen zerstörerischen Gott der Hindus) nach der Ermordung ihrer Schwester Carolyn auf, um ein unstetes Dasein als umherziehende Abenteurerin zu beginnen. Während dieser Wanderjahre trifft sie auf die (ebenfalls kampfsporterprobten) Agenten Ben Turner und Richard Dragon, mit denen sie einige Abenteuer erlebt, die in den Dragon-Comics geschildert werden: Sie treffen auf Kampfsport-Meister wie den O-Sensei und den Sensei Otomo, bei denen sie sich als Kampfsportler weiterentwickeln, vor allem aber auch tiefer in die spirituelle Seite des Kampfsportes eindringen. Später schließt Shiva sich vorübergehend der Terrororganisation der Liga der Killer an (einigen Geschichten zufolge nimmt sie den Namen Shiva auch erst zu dieser Zeit anlässlich ihres Eintritts in die Liga an), für die sie als Auftragsmörderin einige Attentate ausführt. Mit dem Berufskiller David Cain (der sich später als der Mörder ihrer Schwester herausstellt) zeugt Shiva eine Tochter, Cassandra, die später zum dritten Batgirl wird.
Nach ihrer Trennung von Cain zieht Shiva als freischaffende Abenteurerin und Attentäterin durch die Welt: Sie führt für Bezahlung oder auch um der Herausforderung willen Auftragsmorde aus. Daneben betätigt sie sich als Ausbilderin von Terroristen (Batman #427) und Söldnern (vor allem im Mittleren Osten). Vor allem aber bereist sie immer wieder alle Ecken der Welt, um Meister der (fernöstlichen) Kampfkunst ausfindig zu machen und sich mit diesen im Zweikampf (meist auf Leben und Tod) zu messen: So kämpft sie gegen den Superhelden Green Arrow, gegen den „armlosen Meister“ (einen Armamputierten, den Shiva verkleidet mit der Maske des Gottes Tengu tötet), gegen die Krieger der Monkey-Sekte (denen sie in ihrer Verkleidung als White Monkey entgegentritt), gegen den Waffenhändler und Kung-Fu-Meister King Snake und vor allem immer wieder gegen Batman. Die Beziehung zu Batman, der Shiva wiederholt die „gefährlichste Frau der Welt“ nennt, ist ambivalent: Einerseits kämpfen sie immer wieder (meist ergebnislos) gegeneinander. Andererseits arbeiten sie in verschiedenen Geschichten als Verbündete zusammen: Bei ihrer ersten Begegnung helfen sie dem O-Sensei, zum Sterben in das Dorf seiner Frau zu reisen, später bildet Shiva den jungen Tim Drake aus, um ihm zu ermöglichen, zu Batmans Assistenten Robin zu werden (Robin-Miniserie von 1991), später trainiert Shiva Bruce Wayne nach der Erholung von einer schweren Verletzung, um ihm sein Comeback als Batman zu ermöglichen (Knightfall-Storyline), und in wieder einer anderen Geschichte jagen Batman und Shiva zusammen eine Gruppe von Terroristen, die Ebolaviren freisetzen wollen. Batmans zeitweiliger Verdacht, Shiva könnte die Mutter seines Mündels Jason Todd (Robin II) sein, erweist sich zwar als unbegründet (Batman #428), dafür stellt sie sich in den Batgirl-Comics als Mutter von Batmans junger Verbündeten Cassandra Cain (Batgirl III) heraus. Zuletzt hilft Shiva Ra’s al Ghuls Tochter Nyssa, die Liga der Killer neu zu gründen.
Batgirl muss sich mehrfach mit Shiva im Zweikampf messen, nachdem diese sich im Austausch für Batgirls Zusage, sich mit ihr im Kampf zu messen, bereiterklärt hat, dieser ihr Können zu vermitteln.
Weitere Comicserien, in denen Shiva eine Rolle spielt, sind Birds of Prey, eine Serie um ein Team weiblicher Abenteuerinnen, dem Shiva kurzzeitig als Jade Canary angehört, und The Question, eine Serie um einen exzentrischen Detektiv, in der Shiva als Gegenspielerin und Geliebte des Titelhelden in Erscheinung tritt. In der Fernsehserie Birds of Prey wird Shiva von Sung Hi Lee verkörpert.

### Mad Dog
Mad Dog ist ein Auftragsmörder, mit dem Batgirl erstmals in Batgirl #67 vom Oktober 2005 (Autor: A. Gabrych, Zeichner: A. Garza) zusammentrifft. Dort erfährt man, dass Mad Dog, dessen wahrer Name unbekannt bleibt, von seinen frühesten Kindheitstagen an von der sektiererischen Liga der Killer darauf vorbereitet wurde, einmal als perfekte „Tötungsmaschine“ zu funktionieren. Da der Drill, dem sein Erzieher, der Attentäter David Cain, ihn aussetzt, ihn zu einem wahnsinnigen Psychopathen werden lässt, befiehlt der Führer der Liga, Ra's al Ghul, MD totzuschlagen „wie einen tollen Hund“ (engl. „mad dog“). Der Junge überlebt jedoch. Nachdem er sich lange verborgen gehalten hat, tritt er als junger Mann auf Bitten von al Ghuls Tochter und Nachfolgerin Nyssa als Auftragsmörder in den Dienst der Liga. Den einstigen Schimpfnamen Mad Dog führt er nun als Selbstbezeichnung. Im Kampf unterliegt er trotz seiner Fähigkeiten als Berufskiller und trotz seines Wahnsinns immer wieder gegen Batgirl.